# Anampses geographicus
Espèce
Statut de conservation UICN

 LC  : Préoccupation mineure
Anampses geographicus est une espèce de poissons téléostéens (Teleostei).